# To the Earth
To the Earth è un videogioco sparatutto con pistola ottica per il Nintendo Entertainment System. Fu pubblicato nel novembre del 1989 in America settentrionale e in Europa il 23 febbraio 1990. Si deve utilizzare lo Zapper del NES per distruggere navicelle e ottenere dei potenziamenti.

## Trama
Preso direttamente dall'edizione americana del gioco:

## Modalità di gioco
L'obiettivo del gioco è quello di distruggere le minacce in arrivo, come velivoli spaziali nemici, bombe, missili, asteroidi, ecc. senza distruggere le navicelle alleate. A causa dell'elevata velocità delle navi nemiche e degli asteroidi, questo gioco è considerato uno dei giochi per NES, che fanno uso dello Zapper, più impegnativi. Lo scudo dell'astronave comandata dai giocatori viene abbassato ogni volta che si manca un colpo. I giocatori possono inoltre utilizzare una potente bomba, per distruggere tutto ciò che si trova su schermo, sparare un potenziamento cometa, che fornisce una protezione temporanea da un numero limitato di colpi, oppure utilizzare uno strumento ripara scudo, lasciato da una navicella alleata. I boss vengono affrontati alla fine di ciascun livello, mentre il giocatore viaggia per il sistema solare. Quando raggiunge il pianeta Terra, il giocatore deve affrontare e sconfiggere il boss finale, ovvero un alieno di nome Nemesis. L'obiettivo è quello di recuperare fiale di medicine e spedirle sulla Terra, impedendo al contempo a Nemesis di attraversare l'atmosfera del pianeta.
Le ambientazioni del gioco sono, in ordine di apparizione, Urano, Saturno, Giove e l'ultimo livello, la Terra. Al termine del gioco, il giocatore riceve un messaggio di congratulazioni da parte di Nester, ovvero il presidente della federazione terrestre nel gioco.

## Accoglienza
Il gioco ricevette recensioni sia positive sia negative in seguito all'uscita. La rivista tedesca Power Play diede al gioco 36 su 100, quando lo recensì nel 1990. 
Anche la tedesca Aktueller Software Markt fu molto negativa, mentre le francesi Tilt, Joystick e Player One lo considerarono poco sopra la sufficienza. 
Brett Alan Weiss, di AllGame, disse "Questo gioco richiede molta concentrazione e una buona abilità di tiro, ma è molto divertente".